# Гноєвий Віктор Григорович
Гноєвий Віктор Григорович (нар. 6 грудня 1956, с. Балівка Дніпропетровського району) — український політик, Заслужений працівник сільського господарства України.

## Життєпис
Гноєвий Віктор Григорович народився 6 грудня 1956 року у селі Балівка Дніпропетровського району.
Після строкової служби у лавах радянської армії закінчив Дніпропетровський хіміко-технологічний інститут за фахом інженер-механік. Має другу вищу освіту, магістр державного управління.
Працював інженером, шкільним вчителем, викладав, зокрема, у Лобойківській середній школі [Архівовано 3 листопада 2016 у Wayback Machine.].
На початку 1990-х став одним з перших на Дніпропетровщині фермерів. Очолює фермерське господарство «Славутич».
Обирався депутатом Дніпропетровської обласної ради V скликання, займався питаннями агропромислового комплексу та соціального розвитку села.
У 2002–2011 рр. був заступником обласної організації Асоціації фермерів та приватних землевласників України. Голова Дніпропетровської обласної організації політичної партії «Наша Україна», член Президії Політичної Ради партії.
Нагороджений орденом «За заслуги» III ступеня, Грамотою Верховної Ради України.
Кандидат у народні депутати України в одномандатному виборчому окрузі № 29 на чергових виборах народних депутатів України 28 жовтня 2012 року. Самовисування.